# Made for Now
Made for Now é uma canção da cantora e compositora americana Janet Jackson com a participação do artista porto-riquenho, Daddy Yankee. Foi disponibilizada para download digital em 17 de agosto de 2018, com um videoclipe dirigido por Dave Meyers, lançado simultaneamente. O lançamento marca a primeira parceria de Jackson com a editora e distribuidora independente de música "Cinq Music" para distribuir versões futuras de seu selo independente Rhythm Nation Records. Vários remixes também foram lançados e uma versão em espanhol também foi lançada.

## Composição
Made for Now  foi descrito por Rob Arcand, da Spin, como dancehall inspirado. Sydney Maddison, da NPR, comentou: "Produzido por Harmony Samuels e puxando bateria e percussão Afrobeat e reggaeton, a ligação da Sra. Jackson com Daddy Yankee, um dos nomes mais famosos do reggaeton, prova (mais uma vez) na ocasião, que ela sabe tocar para os inovadores culturais.
Foi escrita por Jackson, Shawn Butler, Edgar Etienne, Al Sherrod Lambert, seu irmão Randy Jackson, Thomas Lumpkins, Harmony Samuels, Varren Wade e produzida por Jackson, Harmony Samuels e seus colaboradores de longa data, Jimmy Jam e Terry Lewis.

## Videoclipe
O videoclipe de "Made for Now" foi dirigido pelo diretor americano Dave Meyers. As filmagens ocorreram em julho de 2018 no Brooklyn, Nova York, Estados Unidos. O clipe apresenta uma série de dançarinos da Jamaica, Gana, Nigéria, Granada, Trinidad e Estados Unidos apresentando uma mistura eclética de coreografia de inspiração africana, que foi criada pela coreógrafa americana Danielle Polanco.

## Performances ao Vivo
Janet Jackson e Daddy Yankee performaram a música ao vivo pela primeira vez no The Tonight Show Starring Jimmy Fallon em 17 de agosto de 2018, tornando-se a primeira aparição de Jackson na televisão em 14 anos. Após seu lançamento, Jackson adicionou a música como o final da segunda etapa da State of the World Tour. Também performou a música como parte de um medley de seus mais "sucessos icônicos" durante a cerimônia do MTV Europe Music Awards 2018, que aconteceu em Bilbao, Espanha, em 4 de novembro de 2018, nessa ocasião  recebeu o MTV Europe Music Award de Global Icon. Ela também incluiu a música em sua residência de Las Vegas, Janet Jackson: Metamorphosis.

## Alinhamento de faixas
| Download Digital |                                                     |         |  |
| N.º              | Título                                              | Duração |  |
| 1.               | "Made for Now" (com a participação de Daddy Yankee) | 3:30    |  |

| Download Digital - Versão Latina |                                                                     |         |  |
| N.º                              | Título                                                              | Duração |  |
| 1.                               | "Made for Now" (com a participação de Daddy Yankee - Latin Version) | 3:21    |  |

| Download Digital - (Eric Kupper Remix) |                                                                                                |         |  |
| N.º                                    | Título                                                                                         | Duração |  |
| 1.                                     | "Made for Now (Eric Kupper Extended Remix)" (com a participação de Daddy Yankee e Eric Kupper) | 7:21    |  |
| 2.                                     | "Made for Now (Eric Kupper Radio Remix)" (com a participação de Daddy Yankee e Eric Kupper)    | 7:21    |  |

| Download Digital - Benny Benassi x Canova Remix | |         |  |
| N.º                                             | Título | Duração |  |
| 1.                                              | "Made for Now (Benny Benassi x Canova Remix)" (com a participação de Daddy Yankee, Benny Benassi e Canova) | 2:55    |  |

## Desempenho nas tabelas musicais

### Posições
| Tabela musical (2018)                                  | Melhor posição |
| ------------------------------------------------------ | -------------- |
| Austrália (ARIA Digital Track Chart)                   | 40             |
| Canadá (Canadian Hot Digital Songs) (Billboard)        | 29             |
| Escócia (The Official Charts Company)                  | 79             |
| Espanha (Physical/Digital Single Top 50) (PROMUSICAE)  | 27             |
| Estados Unidos (Billboard Hot 100)                     | 88             |
| Estados Unidos (R&B/Hip-Hop Songs)                     | 36             |
| Estados Unidos (Adult R&B Airplay) (Billboard)         | 43             |
| Estados Unidos Dance Club Songs (Billboard)            | 1              |
| França (France Downloads) (SNEP)                       | 33             |
| Hungria (Single Top 40)                                | 38             |
| México Airplay (Billboard)                             | 1              |
| México (Monitor Latino)                                | 1              |
| Reino Unido (Official Singles Downloads Chart Top 100) | 47             |